# Seppi Hurschler
Pour les articles homonymes, voir Hurschler.
Josef « Seppi » Hurschler, né le 23 juin 1983 à Stans, est un spécialiste suisse du combiné nordique actif depuis 2000. Son meilleur résultat en Coupe du monde est une quatrième place en 2010.
Son frère Andreas est également un spécialiste du combiné nordique.

## Palmarès
| Épreuve / Édition | Épreuve / Édition | Salt Lake City 2002              | Turin 2006                       | Vancouver 2010                   |
| Gundersen         | PT                | Épreuve inexistante à cette date | Épreuve inexistante à cette date | 29e                              |
| Gundersen         | GT                | Épreuve inexistante à cette date | Épreuve inexistante à cette date | 31e                              |
| Gundersen         | Gundersen         | -                                | 24e                              | Épreuve inexistante à cette date |
| Sprint            | Sprint            | 31e                              | 22e                              | Épreuve inexistante à cette date |
| Par équipes       | Par équipes       | -                                | -                                | 9e                               |

### Championnats du monde
Il a participé à cinq Championnats du monde de 2003 à 2013 avec comme meilleur résultat, une cinquième place à l'épreuve par équipe de Sapporo en 2007. Son meilleur résultat individuel date aussi de 2007 avec une dix-septième place.

### Coupe du monde
- Meilleur classement général : 21e en 2011.
- Classement général annuel : 49e en 2002, 29e en 2006, 55e en 2007, 30e en 2008, 32e en 2009, 27e en 2010, 21e en 2011, 36e en 2012, 57e en 2013.
- Meilleur résultat individuel : 4e.